# Johann Ludwig Bach
Pour les articles homonymes, voir Bach (homonymie).
Johann Ludwig Bach, né le 4 février 1677 à Thal près d'Eisenach (Allemagne) et inhumé le 1er mai 1731 à Meiningen, est un violoniste et compositeur allemand. Il est le premier fils de l'organiste Jacob Bach (1655-1718), cousin éloigné de Jean-Sébastien Bach.

## Biographie
Johann Ludwig Bach fréquente d'abord le lycée de Gotha et se consacre ensuite à la théologie. À l'âge de 22 ans, il s'installe à Meiningen où il est chanteur et plus tard cantor. En octobre 1706 on lui refuse un poste à Eisenach mais est nommé à 22 ans kapellmeister en 1711, toujours à Meiningen, poste qu'il conserve jusqu'à sa mort. À cette époque, le 17 novembre 1711, il épouse à Meiningen Susanna Maria Rust, fille d'un architecte. Elle lui donnera 5 enfants, dont trois fils Samuel Anton (1710-1781), Gottlieb Friedrich, Nicolaus Ephraïm organistes et pastellistes à Meiningen.

## Œuvres
Il est l'auteur de nombreuses pièces de musiques et dirige régulièrement les représentations, que ce soit à Meiningen ou dans les cours avoisinantes.
Il était très estimé de son illustre cousin Jean-Sébastien Bach qui a copié 18 de ses cantates et les a données en représentation à Leipzig. On pense aujourd'hui qu'on doit à Johann Ludwig Bach la cantate Denn du wirst meine Seele nicht in der Hölle lassen, dans un premier temps attribuée à Johann Sebastian Bach et référencée BWV 15 dans le catalogue de Wolfgang Schmieder.
On lui doit aussi une remarquable Missa  Brevis en mi mineur Allein Gott in der Höh sei Ehr, longtemps attribuée à Johann Nikolaus Bach, après avoir été initialement attribuée à J.S. Bach sous la BWV Anh. 166, Jean-Sébastien l'ayant recopiée en 1729 pour la produire à Leipzig.
Il a fait jouer sa Trauermusik à deux chœurs pour les funérailles du duc Ernest-Louis Ier de Saxe-Meiningen, décédé le 24 novembre 1724 à 52 ans, après 18 ans de règne.